# Prvenstvo Jugoslavije u velikom rukometu 1954.
Prvenstvo Jugoslavije u velikom rukometu za 1954. godinu je osvojila momčad Zagreba.

## Ljestvica
| poz. | klub.              | ut. | pob. | rem. | por. | po.g | pr.g | bod |
| ---- | ------------------ | --- | ---- | ---- | ---- | ---- | ---- | --- |
| 1.   | Zagreb             | 3   | 3    | 0    | 0    | 49   | 36   | 6   |
| 2.   | Železničar Niš     | 3   | 1    | 0    | 2    | 44   | 43   | 2   |
| 3.   | Dinamo Pančevo     | 3   | 1    | 0    | 2    | 42   | 48   | 2   |
| 4.   | Železničar Beograd | 3   | 1    | 0    | 2    | 37   | 45   | 2   |